# Chilocorus renipustulatus
Chilocorus renipustulatus је инсект из реда тврдокрилаца (Coleoptera) и породице бубамара (Coccinellidae).

## Распрострањење и станиште
Уобичајена је врста у скоро целој Eвропи (изузев Исланда,јужног дела Балканског полуострва и западног дела Пиринејског поуострва). Има је у целој Србији, мада је знатно ређа на већим надморским висинама.

## Опис
Chilocorus renipustulatus је мала бубамара карактеристичног округластог облика. Црне је боје, на покрилцима се налазе две црвене тачке, на свакој страни по једна. Руб покрилаца је благо савијен ка спољашњој страни. Пронотум и глава су такође црни. Тело јој је дугачко 4–5 mm.

## Галерија
- Ларва
- Лутка